# Verklista för Wolfgang Amadeus Mozart
Det här är en lista över kompositioner av Wolfgang Amadeus Mozart. I listan är verken ordnade efter genrer, därefter kronologiskt inom genrerna.
Den österrikiske musikforskaren Ludwig von Köchel (1800-1877) upprättade en kronologisk-tematisk förteckning av Mozarts alla kända verk. Köchels förteckning (med senare justeringar av andra forskare) är alltjämt ledande för numreringen av kompositionerna K 1-626. De anges därför med antingen K eller KV (Köchel-Verzeichnis) plus kompositionens ordningsnummer. 
Köchels verkförteckning är kronologisk, vilket innebär att verk som omdaterats fått nya Köchelnummer. Om numret i senaste utgåvan skiljer sig från det ursprungliga anges det sistnämnda efter likhetstecken (=). Ofullbordade verk, ej bevarade verk eller verk med ifrågasatt äkthet medtages bara undantagsvis. För en mer komplett förteckning över dessa, se http://www.musiqueorguequebec.ca/catal/mozart/mozwa.html

## Symfonier
| I denna artikel     |
| används tonnamnen   |
| B♭ och H.           |
| Se olika skrivsätt. |

Numreringen av Mozarts symfonier härstammar från en sammanställning som gjordes i mitten av 1800-talet. Denna lista omfattade 41 symfonier. Några av dessa har sedermera befunnits vara icke-autentiska, medan å andra sidan ett antal nyupptäckta symfonier tillkommit. Dessa senare numreras ibland med nummer 42 och uppåt.
| K.(6)          | Titel                                              | Speltid | Satser | År       | Kommentarer                                                                               |
| -------------- | -------------------------------------------------- | ------- | ------ | -------- | ----------------------------------------------------------------------------------------- |
| 16             | Symfoni nr 1 i E♭-dur                              | 11:09   | 3      | 1764     |                                                                                           |
| 19             | Symfoni nr 4 i D-dur                               | 10:40   | 3      | 1765     |                                                                                           |
| 19a            | Symfoni i F-dur                                    |         |        | 1765     |                                                                                           |
| 22             | Symfoni nr 5 i B♭-dur                              | 07:10   | 3      | 1765     |                                                                                           |
| 42a=76         | Symfoni "nr 43" i F-dur                            |         |        | 1767     | Äktheten ifrågasatt                                                                       |
| 43             | Symfoni nr 6 i F-dur                               | 14:16   | 4      | 1767     |                                                                                           |
| 45             | Symfoni nr 7 i D-dur                               | 11:08   | 3      | 1768     |                                                                                           |
| 45a            | Symfoni i G-dur ("Alte Lambacher")                 |         |        | 1768     |                                                                                           |
| 45b            | Symfoni "nr 55" i B♭-dur                           |         |        | 1768     |                                                                                           |
| 48             | Symfoni nr 8 i D-dur                               | 12:01   | 4      | 1768     |                                                                                           |
| 66c            | Symfoni i D-dur                                    |         |        | 1769     | Ej bevarad; äktheten ifrågasatt                                                           |
| 66d            | Symfoni i B♭-dur                                   |         |        | 1769     | Ej bevarad; äktheten ifrågasatt                                                           |
| 66e            | Symfoni i B♭-dur                                   |         |        | 1769     | Ej bevarad; äktheten ifrågasatt                                                           |
| 73             | Symfoni nr 9 i C-dur                               | 11:19   | 4      | 1772     |                                                                                           |
| 73l=81         | Symfoni "nr 44" i D-dur                            |         |        | 1770     | Äktheten ifrågasatt; även tillskriven Leopold Mozart                                      |
| 73m=97         | Symfoni "nr 47" i D-dur                            |         |        | 1770     | Äktheten ifrågasatt                                                                       |
| 73n=95         | Symfoni "nr 45" i D-dur                            | 11:37   | 4      | 1770     | Äktheten ifrågasatt                                                                       |
| 73q=84         | Symfoni nr 11 i D-dur                              | 11:01   | 3      | 1770?    | Äktheten ifrågasatt                                                                       |
| 74             | Symfoni nr 10 i G-dur                              | 08:25   | 3      | 1770     |                                                                                           |
| 74g            | Symfoni i B♭-dur                                   |         |        | 1770-71? | Äktheten ifrågasatt                                                                       |
| 75             | Symfoni "nr 42" i F-dur                            | 12:15   | 4      | 1771     | Äktheten ifrågasatt                                                                       |
| 75b=110        | Symfoni nr 12 i G-dur                              | 15:35   | 4      | 1771     |                                                                                           |
| 111a=120       | Final till en symfoni i D-dur                      |         |        | 1771     | Sats 1 & 2 = ouvertyren till Ascanio in Alba                                              |
| 111b=96        | Symfoni "nr 46" i C-dur                            |         |        | 1771     | Äktheten ifrågasatt                                                                       |
| 112            | Symfoni nr 13 i F-dur                              | 13:19   | 4      | 1771     |                                                                                           |
| 114            | Symfoni nr 14 i A-dur                              | 17:47   | 4      | 1771     | Med alternativ menuettsats, struken av Mozart                                             |
| 124            | Symfoni nr 15 i G-dur                              | 12:18   | 4      | 1772     |                                                                                           |
| 128            | Symfoni nr 16 i C-dur                              | 11:19   | 3      | 1772     |                                                                                           |
| 129            | Symfoni nr 17 i G-dur                              | 12:20   | 3      | 1772     |                                                                                           |
| 130            | Symfoni nr 18 i F-dur                              | 18:14   | 4      | 1772     |                                                                                           |
| 132            | Symfoni nr 19 i E♭-dur                             | 23:40   | 5      | 1772     | Med alternativ andrasats                                                                  |
| 133            | Symfoni nr 20 i D-dur                              | 19:02   | 4      | 1772     |                                                                                           |
| 134            | Symfoni nr 21 i A-dur                              | 19:39   | 4      | 1772     |                                                                                           |
| 141a=161 & 163 | Symfoni "nr 50" i D-dur                            |         |        | 1773-74  |                                                                                           |
| 162            | Symfoni nr 22 i C-dur                              | 08:57   | 3      | 1773     | Komponerad under november månad då Nannerl var allvarligt sjuk och fick sista smörjelsen. |
| 162b=181       | Symfoni nr 23 i D-dur                              | 10:57   | 3      | 1773     |                                                                                           |
| 173dA=182      | Symfoni nr 24 i B♭-dur                             | 09:40   | 3      | 1773     |                                                                                           |
| 173dB=183      | Symfoni nr 25 i g-moll                             | 23:33   | 4      | 1773     | Lilla g-mollsymfonin                                                                      |
| 161a=184       | Symfoni nr 26 i Ess-dur                            | 09:02   | 3      | 1773     |                                                                                           |
| 161b=199       | Symfoni nr 27 i G-dur                              | 16:54   | 3      | 1773     |                                                                                           |
| 189k=200       | Symfoni nr 28 i C-dur                              | 21:49   | 4      | 1773     |                                                                                           |
| 186a=201       | Symfoni nr 29 i A-dur                              | 26:18   | 4      | 1774     |                                                                                           |
| 186b=202       | Symfoni nr 30 i D-dur                              | 17:44   | 4      | 1774     |                                                                                           |
| 207a=121       | Final till en symfoni i D-dur                      |         |        | 1774-75  | Sats 1 & 2 = ouvertyren till La finta giardiniera                                         |
| 213c=102       | Final till en symfoni i C-dur                      |         |        | 1775     | Sats 1 & 2 = ouvertyren till Il rè pastore                                                |
| 300a=297       | Symfoni nr 31 i D-dur "Paris"                      | 19:06   | 3      | 1778     | Med alternativ andantesats                                                                |
| 318            | Symfoni nr 32 i G-dur                              | 08:35   | 3      | 1779     |                                                                                           |
| 319            | Symfoni nr 33 i B♭-dur                             | 21:35   | 4      | 1779     | Komponerad för hovet i Salzburg.                                                          |
| 338            | Symfoni nr 34 i C-dur                              | 24:54   | 4      | 1780     |                                                                                           |
| 383f=409       | Symfonisk menuett i C-dur                          |         |        | 1782     |                                                                                           |
| 385            | Symfoni nr 35 i D-dur "Haffner"                    | 22:04   | 4      | 1782     |                                                                                           |
| 425            | Symfoni nr 36 i C-dur "Linz"                       | 24:24   | 4      | 1783     |                                                                                           |
| 425a=444       | Introduktion till symfoni i G-dur av Michael Haydn |         |        | 1783-84  | Tidigare räknad som Mozarts symfoni nr 37                                                 |
| 504            | Symfoni nr 38 i D-dur "Prag"                       | 24:56   | 3      | 1786     |                                                                                           |
| 543            | Symfoni nr 39 i Ess-dur                            | 24:54   | 4      | 1788     | Komponerad i Wien. Uruppförande efter Mozarts död.                                        |
| 550            | Symfoni nr 40 i g-moll                             | 26:02   | 4      | 1788     |                                                                                           |
| 551            | Symfoni nr 41 i C-dur "Jupiter"                    | 26:38   | 4      | 1788     |                                                                                           |

### Symfonier som tidigare tillskrivits Mozart
- Symfoni i a-moll, K. 16a "Odense" (kan av stilistiska skäl knappast vara autentisk)
- Symfoni nr 2 i B♭-dur, K. 17, (troligen av Leopold Mozart)
- Symfoni nr 3 i Ess-dur, K. 18, (av Carl Friedrich Abel)
- Symfoni i F-dur, K. 98 (av stilistiska skäl troligen ej autentisk)

## Konserter

### Pianokonserter
Mozart komponerade 27 konserter för sitt huvudinstrument, piano; varav de fyra första är orkestrerade pianosonater av samtida tonsättare. De tre konserterna K. 107 (orkestrerade pianosonater av J.C.Bach) ingår ej i numreringen.
| K.(6)    | Titel                                                   | År      | Tillägnad | Övrigt                                                                                      |
| -------- | ------------------------------------------------------- | ------- | --------- | ------------------------------------------------------------------------------------------- |
| 37       | Pianokonsert nr 1 i F-dur                               | 1767    |           | Satser: 1:a Hermann Friedrich Raupach (Violinsonat), 2:a okänd, 3:e Leontzi Honauer (Sonat) |
| 39       | Pianokonsert nr 2 i B♭-dur                              | 1767    |           | Satser: 1:a och 3:e av Raupach, 2:a satsen av Johann Schobert                               |
| 40       | Pianokonsert nr 3 i D-dur                               | 1767    |           | Satser: 1:a Honauer, 2:a Johann Gottfried Eckard (op.1 nr 4), 3:e C.P.E. Bach (La Boehmer)  |
| 41       | Pianokonsert nr 4 i G-dur                               | 1767    |           | Satser: 1:a, 3:e Honauer, 2:a Raupach                                                       |
| 107      | 3 pianokonserter efter J.C. Bach; D-dur, G-dur, Ess-dur | 1772    |           |                                                                                             |
| 175      | Pianokonsert nr 5 i D-dur                               | 1773    |           |                                                                                             |
| 238      | Pianokonsert nr 6 i B♭-dur                              | 1776    |           |                                                                                             |
| 242      | Pianokonsert nr 7 för tre pianon i F-dur "Lodron"       | 1776    |           | Även i version med två pianon                                                               |
| 246      | Pianokonsert nr 8 i C-dur "Lützow"                      | 1776    |           |                                                                                             |
| 271      | Pianokonsert nr 9 i Ess-dur "Jeunehomme"                | 1777    |           |                                                                                             |
| 316a=365 | Pianokonsert nr 10 för två pianon i Ess-dur             | 1779    |           |                                                                                             |
| 387a=413 | Pianokonsert nr 11 i F-dur                              | 1782-83 |           |                                                                                             |
| 385p=414 | Pianokonsert nr 12 i A-dur                              | 1782    |           |                                                                                             |
| 382      | Rondo i D-dur                                           | 1782    |           |                                                                                             |
| 386      | Rondo i A-dur                                           | 1782-83 |           | Ofullständigt bevarat                                                                       |
| 387b=415 | Pianokonsert nr 13 i C-dur                              | 1782-83 |           |                                                                                             |
| 449      | Pianokonsert nr 14 i Ess-dur "Första Ployer"            | 1784    |           |                                                                                             |
| 450      | Pianokonsert nr 15 i B♭-dur                             | 1784    |           |                                                                                             |
| 451      | Pianokonsert nr 16 i D-dur                              | 1784    |           |                                                                                             |
| 453      | Pianokonsert nr 17 i G-dur "Andra Ployer"               | 1784    |           |                                                                                             |
| 456      | Pianokonsert nr 18 i B♭-dur "Paradis"                   | 1784    |           |                                                                                             |
| 459      | Pianokonsert nr 19 i F-dur "Första kröningskonserten"   | 1784    |           |                                                                                             |
| 466      | Pianokonsert nr 20 i d-moll                             | 1785    |           |                                                                                             |
| 467      | Pianokonsert nr 21 i C-dur                              | 1785    |           | Med den kända Andante-satsen, använd i filmen Elvira Madigan.                               |
| 482      | Pianokonsert nr 22 i Ess-dur                            | 1785    |           |                                                                                             |
| 488      | Pianokonsert nr 23 i A-dur                              | 1786    |           |                                                                                             |
| 491      | Pianokonsert nr 24 i c-moll                             | 1786    |           |                                                                                             |
| 503      | Pianokonsert nr 25 i C-dur                              | 1786    |           |                                                                                             |
| 537      | Pianokonsert nr 26 i D-dur "Andra kröningskonserten"    | 1788    |           |                                                                                             |
| 595      | Pianokonsert nr 27 i B♭-dur                             | 1788-91 |           |                                                                                             |

### Violinkonserter
| K.(6)    | Titel                                     | Instrument | År   | Tillägnad | Övrigt |
| -------- | ----------------------------------------- | ---------- | ---- | --------- | ------ |
| 207      | Violinkonsert nr 1 i B♭-dur               |            | 1773 |           |        |
| 211      | Violinkonsert nr 2 i D-dur                |            | 1775 |           |        |
| 216      | Violinkonsert nr 3 i G-dur "Strassburg"   |            | 1775 |           |        |
| 218      | Violinkonsert nr 4 i D-dur                |            | 1775 |           |        |
| 219      | Violinkonsert nr 5 i A-dur "Den turkiska" |            | 1775 |           |        |
| 261      | Adagio för violin och orkester i E-dur    |            | 1776 |           |        |
| 261a=269 | Rondo för violin och orkester i B♭-dur    |            | 1776 |           |        |
| 373      | Rondo för violin och orkester i C-dur     |            | 1781 |           |        |

### Violinkonserter som felaktigt tillskrivits Mozart
- Violinkonsert i D-dur K. 271i (kan av stilistiska skäl inte vara autentisk)
- Violinkonsert i Ess-dur, K. 268 (eventuellt av Johann Friedrich Eck)
- Violinkonsert i D-dur K. Anh. 14.05 "Adelaide-konserten" (förfalskning av Marius Casadesus)

### Hornkonserter
| K.(6)    | Titel                      | Instrument | År      | Tillägnad | Övrigt                                                                                  |
| -------- | -------------------------- | ---------- | ------- | --------- | --------------------------------------------------------------------------------------- |
| 386b=412 | Hornkonsert nr 1 i D-dur   |            | 1791    |           | Ofullbordad. Framförs vanligen med ett rondo av Süssmayr, som bygger på Mozarts skisser |
| 417      | Hornkonsert nr 2 i Ess-dur |            | 1783    |           |                                                                                         |
| 447      | Hornkonsert nr 3 i Ess-dur |            | 1784-87 |           |                                                                                         |
| 495      | Hornkonsert nr 4 i Ess-dur |            | 1786    |           |                                                                                         |

#### Övrigt
- Hornkonsert i Ess-dur, K. 370b (1781). Ofullbordat verk
- Konsertrondo för horn och orkester, i Ess-dur, K. 371, 1781. Ofullbordat
- Hornkonsert i E-dur, K. 494a (1785). Ofullbordat verk

### Konserter för övriga instrument
| K.(6)    | Titel                                               | Instrument | År      | Tillägnad | Övrigt                                  |
| -------- | --------------------------------------------------- | ---------- | ------- | --------- | --------------------------------------- |
| 186E=190 | Konsert i C                                         |            | 1774    |           | "Concertone"                            |
| 186e=191 | Fagottkonsert i B♭-dur                              |            | 1774    |           |                                         |
| 297c=299 | Konsert för flöjt och harpa i C-dur                 |            | 1778    |           |                                         |
| 285c=313 | Flöjtkonsert nr 1 i G-dur                           |            | 1778    |           |                                         |
| 285d=314 | Flöjtkonsert nr 2 i D-dur                           |            | 1778    |           | bearbetning av konsert för oboe i C-dur |
| 285e=315 | Andante för flöjt och orkester i C-dur              |            | 1779-80 |           |                                         |
| 320d=364 | Sinfonia concertante för violin och viola i Ess-dur |            | 1779    |           |                                         |
| 622      | Klarinettkonsert i A-dur                            |            | 1791    |           |                                         |

#### Övrigt
- Konsert för trumpet, K. 47c (1768; förlorad)
- Konsert för piano och violin i F-dur, K. 315f (1778). Ofullbordat verk
- Oboekonsert i F-dur, K. 416f=293 (1778). Ofullbordat verk
- Sinfonia concertante för flöjt, oboe, horn och fagott, K. 297B/Anh. 9 (1778; förlorad. Troligen ej identisk med nedanstående verk)
- Sinfonia Concertante för oboe, klarinett, horn och fagott K. 297b i Ess-dur K. Anh. C 14.01; troligen ej autentisk.
- Konsert för bassetthorn i G-dur, K. 621b (1791). Ofullbordat verk; omarbetat till klarinettkonsert (K. 622)

## Kammarmusik

### Stråkkvartetter
| K.(6)    | Titel                                               | Instrument | År      | Tillägnad                      | Övrigt                                                                                  |
| -------- | --------------------------------------------------- | ---------- | ------- | ------------------------------ | --------------------------------------------------------------------------------------- |
| 73f=80   | Stråkkvartett nr 1 i G-dur                          |            | 1770    |                                | Finalsatsen tillkommen ca. 1773/74                                                      |
| 125a=136 | Divertimento i D-dur                                |            | 1772    |                                | Snarast tänkt för stråkorkester                                                         |
| 125b=137 | Divertimento i B♭-dur                               |            | 1772    |                                | Snarast tänkt för stråkorkester                                                         |
| 125c=138 | Divertimento i F-dur                                |            | 1772    |                                | Snarast tänkt för stråkorkester                                                         |
| 134a=155 | Stråkkvartett nr 2 i D-dur                          |            | 1772    |                                |                                                                                         |
| 134b=156 | Stråkkvartett nr 3 i G-dur                          |            | 1772    |                                | Med alternativ adagiosats, struken av Mozart                                            |
| 157      | Stråkkvartett nr 4 i C-dur                          |            | 1772-73 |                                |                                                                                         |
| 158      | Stråkkvartett nr 5 i F-dur                          |            | 1772-73 |                                | Divertimento                                                                            |
| 159      | Stråkkvartett nr 6 i B♭-dur                         |            | 1773    |                                | Divertimento                                                                            |
| 159a=160 | Stråkkvartett nr 7 i Ess-dur                        |            | 1773    |                                |                                                                                         |
| 168      | Stråkkvartett nr 8 i F-dur                          |            | 1773    |                                |                                                                                         |
| 168a     | Menuett för stråkkvartett i F-dur                   |            | 1774?   |                                |                                                                                         |
| 169      | Stråkkvartett nr 9 i A-dur                          |            | 1773    |                                |                                                                                         |
| 170      | Stråkkvartett nr 10 i C-dur                         |            | 1773    |                                |                                                                                         |
| 171      | Stråkkvartett nr 11 i Ess-dur                       |            | 1773    |                                |                                                                                         |
| 172      | Stråkkvartett nr 12 i B♭-dur                        |            | 1773    |                                |                                                                                         |
| 173      | Stråkkvartett nr 13 i d-moll                        |            | 1773    |                                |                                                                                         |
| 387      | Stråkkvartett nr 14 i G-dur                         |            | 1782    | Joseph Haydn                   |                                                                                         |
| 417b=421 | Stråkkvartett nr 15 i d-moll "Barnsängskvartetten"  |            | 1782    | Joseph Haydn                   |                                                                                         |
| 421b=428 | Stråkkvartett nr 16 i Ess-dur                       |            | 1783-84 | Joseph Haydn                   |                                                                                         |
| 458      | Stråkkvartett nr 17 i B♭-dur "Jaktkvartetten"       |            | 1783-84 | Joseph Haydn                   |                                                                                         |
| 464      | Stråkkvartett nr 18 i A-dur                         |            | 1785    | Joseph Haydn                   |                                                                                         |
| 465      | Stråkkvartett nr 19 i C-dur "Dissonanskvartetten"   |            | 1785    | Joseph Haydn                   |                                                                                         |
| 499      | Stråkkvartett nr 20 i D-dur "Hoffmeisterkvartetten" |            | 1786    |                                |                                                                                         |
| 546      | Adagio och Fuga för stråkar i c-moll                |            | 1788    |                                | Snarast tänkt för stråkorkester. Fugan ursprungligen skriven för två pianon (se K. 426) |
| 575      | Stråkkvartett nr 21 i D-dur "Preussisk"             |            | 1789    | Fredrik Vilhelm II av Preussen |                                                                                         |
| 589      | Stråkkvartett nr 22 i B♭-dur "Preussisk"            |            | 1790    | Fredrik Vilhelm II av Preussen |                                                                                         |
| 590      | Stråkkvartett nr 23 i F-dur "Preussisk"             |            | 1790    | Fredrik Vilhelm II av Preussen |                                                                                         |

### Stråkkvintetter
| K.(6)    | Titel                   | Instrument | År   | Tillägnad | Övrigt                                                       |
| -------- | ----------------------- | ---------- | ---- | --------- | ------------------------------------------------------------ |
| 174      | Stråkkvintett i B♭-dur  |            | 1773 |           | Med alternativ menuett-trio och finalsats, strukna av Mozart |
| 515      | Stråkkvintett i C-dur   |            | 1787 |           |                                                              |
| 516      | Stråkkvintett i g-moll  |            | 1787 |           |                                                              |
| 516b=406 | Stråkkvintett i c-moll  |            | 1788 |           | bearbetning av blåsarserenad K.388                           |
| 593      | Stråkkvintett i D-dur   |            | 1790 |           |                                                              |
| 614      | Stråkkvintett i Ess-dur |            | 1791 |           |                                                              |

### Övriga kvartetter/kvintetter
| K.(6)    | Titel                                      | Instrument | År       | Tillägnad | Övrigt                                                                            |
| -------- | ------------------------------------------ | ---------- | -------- | --------- | --------------------------------------------------------------------------------- |
| 285      | Kvartett för flöjt och stråkar i D-dur     |            | 1777     |           |                                                                                   |
| 285a     | Kvartett för flöjt och stråkar i G-dur     |            | 1778     |           |                                                                                   |
| 368b=370 | Kvartett för oboe och stråkar i F-dur      |            | 1781     |           |                                                                                   |
| 285b     | Kvartett för flöjt och stråkar i C-dur     |            | 1781-82? |           | Sats 2 är en troligen ej autentisk bearbetning av en sats ur divertimentot K. 361 |
| 386c=407 | Kvintett för horn och stråkar i Ess-dur    |            | 1782     |           |                                                                                   |
| 298      | Kvartett för flöjt och stråkar i A-dur     |            | 1786?    |           |                                                                                   |
| 452      | Kvintett för piano och blåsare i Ess-dur   |            | 1784     |           |                                                                                   |
| 478      | Kvartett för piano och stråkar i g-moll    |            | 1785     |           |                                                                                   |
| 493      | Kvartett för piano och stråkar i Ess-dur   |            | 1786     |           |                                                                                   |
| 581      | Kvintett för klarinett och stråkar i A-dur |            | 1789     |           |                                                                                   |

### Trior
| K.(6)    | Titel                                                            | Instrument | År   | Tillägnad | Övrigt       |
| -------- | ---------------------------------------------------------------- | ---------- | ---- | --------- | ------------ |
| 254      | Divertimento (Trio) i B♭-dur för piano, violin och cello         |            | 1776 |           |              |
| 271f=266 | Trio i B♭-dur för två violiner och bas                           |            | 1777 |           |              |
| 496      | Trio i G-dur för piano, violin och cello                         |            | 1786 |           |              |
| 498      | Trio för piano, klarinett och viola i Ess-dur "Kegelstatt-trion" |            | 1786 |           |              |
| 502      | Trio i B♭-dur för piano, violin och cello                        |            | 1786 |           |              |
| 542      | Trio E-dur för piano, violin och cello                           |            | 1788 |           |              |
| 548      | Trio i C-dur för piano, violin och cello                         |            | 1788 |           |              |
| 563      | Trio för stråkar i Ess-dur                                       |            | 1788 |           | Divertimento |
| 564      | Trio i G-dur för piano, violin och cello                         |            | 1788 |           |              |

### Duetter
| K.(6)    | Titel                             | Instrument | År    | Tillägnad | Övrigt              |
| -------- | --------------------------------- | ---------- | ----- | --------- | ------------------- |
| 196c=292 | Duo för fagott och cello i B♭-dur |            | 1775? |           | Äktheten ifrågasatt |
| 423      | Duo för violin och viola i G-dur  |            | 1783  |           |                     |
| 424      | Duo för violin och viola i B♭-dur |            | 1783  |           |                     |

### Violinsonater
| K.(6)    | Titel                                                    | Instrument | År      | Tillägnad | Övrigt                              |
| -------- | -------------------------------------------------------- | ---------- | ------- | --------- | ----------------------------------- |
| 6        | Sonat för klaver och violin i C-dur                      |            | 1762–64 |           | Violinstämman tillkomponerad senare |
| 7        | Sonat för klaver och violin i D-dur                      |            | 1762–64 |           | Violinstämman tillkomponerad senare |
| 8        | Sonat för klaver och violin i B♭-dur                     |            | 1763–64 |           |                                     |
| 9        | Sonat för klaver och violin i G-dur                      |            | 1763–64 |           |                                     |
| 26       | Sonat för klaver och violin i Ess-dur                    |            | 1766    |           |                                     |
| 27       | Sonat för klaver och violin i G-dur                      |            | 1766    |           |                                     |
| 28       | Sonat för klaver och violin i C-dur                      |            | 1766    |           |                                     |
| 29       | Sonat för klaver och violin i D-dur                      |            | 1766    |           |                                     |
| 30       | Sonat för klaver och violin i F-dur                      |            | 1766    |           |                                     |
| 31       | Sonat för klaver och violin i B♭-dur                     |            | 1766    |           |                                     |
| 293a=301 | Sonat i G-dur för violin och piano                       |            | 1778    |           |                                     |
| 293b=302 | Sonat i Ess-dur för violin och piano                     |            | 1778    |           |                                     |
| 293c=303 | Sonat i C-dur för violin och piano                       |            | 1778    |           |                                     |
| 293d=305 | Sonat i A-dur för violin och piano                       |            | 1778    |           |                                     |
| 296      | Sonat i C-dur för violin och piano                       |            | 1778    |           |                                     |
| 300c=304 | Sonat i e-moll för violin och piano                      |            | 1778    |           |                                     |
| 300l=306 | Sonat i D-dur för violin och piano                       |            | 1778    |           |                                     |
| 317d=378 | Sonat i B♭-dur för violin och piano                      |            | 1779–81 |           |                                     |
| 373a=379 | Sonat i G-dur för violin och piano                       |            | 1781    |           |                                     |
| 374a=359 | 12 Variationer i G-dur över "La bergère Célimène"        |            | 1781    |           |                                     |
| 374b=360 | 6 Variationer i G-dur över "Hélas, j'ai perdu mon amant" |            | 1781    |           |                                     |
| 374d=376 | Sonat i F-dur för violin och piano                       |            | 1781    |           |                                     |
| 374e=377 | Sonat i F-dur för violin och piano                       |            | 1781    |           |                                     |
| 374f=380 | Sonat i Ess-dur för violin och piano                     |            | 1781    |           |                                     |
| 454      | Sonat i B♭-dur för violin och piano "Strinasacchi"       |            | 1784    |           |                                     |
| 481      | Sonat i Ess-dur för violin och piano                     |            | 1785    |           |                                     |
| 526      | Sonat i A-dur för violin och piano                       |            | 1787    |           |                                     |
| 547      | Sonata i F-dur för violin och piano                      |            | 1788    |           |                                     |

### Övriga kammarmusikverk
- 10 Sonat för klaver och flöjt (eller violin) (med violoncell ad lib.) B♭-dur 1764
- 11 Sonat för klaver och flöjt (eller violin) (med violoncell ad lib.) G-dur 1764
- 12 Sonat för klaver och flöjt (eller violin) (med violoncell ad lib.) A-dur 1764
- 13 Sonat för klaver och flöjt (eller violin) (med violoncell ad lib.) F-dur 1764
- 14 Sonat för klaver och flöjt (eller violin) (med violoncell ad lib.) C-dur  1764
- 15 Sonat för klaver och flöjt (eller violin) (med violoncell ad lib.) B♭-dur 1764
- 46d	Sonata i C-dur for violin och bas (1768)
- 46e	Sonata i F-dur for violin och bas (1768)
- 617	Adagio och rondo i C-dur för glasharmonika, flöjt, oboe, viola och cello 1791

#### Ofullbordade och ej autentiska kammarmusikverk
- 7 violinsonater, K. Anh. 23.01-07=55-61; av stilistiska skäl knappast autentiska. K. 61 är av Hermann Friedrich Raupach
- Violinsonat i D-dur. Äktheten ifrågasatt
- Allegro i B♭-dur för violin och piano, K. 372 (1781). Fullbordat av Maximilian Stadler
- Trestämmig fuga i D-dur, K. 443 (1782). Fullbordad av Maximilian Stadler
- Violinsonat i A-dur, K. 385e=402 (1782). Fullbordad av Maximilian Stadler
- Violinsonat i C-dur, K. 385c=403 (1784). Fullbordad av Maximilian Stadler
- Violinsonat i C-dur, K. 385d=404 (1785). Ofullbordad
- Stråkkvartettsats i A-dur, K. 464a (1784). Ofullbordad
- Allegretto för stråkkvartett i B♭-dur, K. 589a (1784). Ofullbordat
- Tre satser för pianotrio, K. 442 (1785-87). Ofullbordade
- Stråkkvintettsats i B♭-dur, K. 514a (1787). Ofullbordad
- Allegro för klarinett, bassetthorn violin, viola och violoncell i F-dur, K. 580b (1787). Ofullbordat
- Allegro för klarinett och stråkkvartett i B♭-dur, K. 516c (1789?). Ofullbordat
- Allegro för stråktrio i G-dur, K. 562e (1789). Ofullbordat
- Kvintettsats för klarinett och stråkar i A-dur, K. 581a (1790?). Ofullbordad

## Blåsensembler
| K.(6)    | Titel                           | Instrument                                                           | År       | Tillägnad | Övrigt                                                                               |
| -------- | ------------------------------- | -------------------------------------------------------------------- | -------- | --------- | ------------------------------------------------------------------------------------ |
| 159b=186 | Divertimento i B♭-dur           | 2 oboer, 2 klarinetter, 2 engelska horn, 2 horn, 2 fagotter          | 1773     |           |                                                                                      |
| 159d=166 | Divertimento i Ess-dur          | 2 oboer, 2 klarinetter, 2 engelska horn, 2 horn, 2 fagotter          | 1773     |           | Sats 4 är en bearbetning av ett verk av Paisiello                                    |
| 240b=188 | Divertimento i C-dur            | 2 flöjter, 6 trumpeter, 4 pukor                                      | 1773     |           |                                                                                      |
| 213      | Divertimento i F-dur            | 2 oboer, 2 horn, 2 fagotter                                          | 1775     |           |                                                                                      |
| 240      | Divertimento i B♭-dur           | 2 oboer, 2 horn, 2 fagotter                                          | 1776     |           |                                                                                      |
| 240a=252 | Divertimento i Ess-dur          | 2 oboer, 2 horn, 2 fagotter                                          | 1776     |           |                                                                                      |
| 253      | Divertimento i F-dur            | 2 oboer, 2 horn, 2 fagotter                                          | 1776     |           |                                                                                      |
| 271g=289 | Divertimento i Ess-dur          | 2 oboer, 2 horn, 2 fagotter                                          | 1777?    |           | Äktheten ifrågasatt                                                                  |
| 270      | Divertimento i B♭-dur           | 2 oboer, 2 horn, 2 fagotter                                          | 1777     |           |                                                                                      |
| 370a=361 | Serenad i B♭-dur "Gran Partita" | 2 oboer, 2 klarinetter, 2 bassetthorn, 4 horn, 2 fagotter, kontrabas | 1781-84? |           |                                                                                      |
| 375      | Serenad i Ess-dur               | 2 klarinetter, 2 horn, 2 fagotter                                    | 1781     |           | Omarbetad 1782 för 2 oboer, 2 klarinetter, 2 horn, 2 fagotter                        |
| 384a=388 | Serenad i c-moll                | 2 oboer, 2 klarinetter, 2 horn, 2 fagotter                           | 1782-83? |           | Omarbetad för stråkkvintett (K. 406) och för piano                                   |
| 439b     | 5 divertimenti i B♭-dur         | 3 bassetthorn?                                                       | 1783?    |           | Endast bevarade i version för 2 klarinetter och fagott. Äktheten obevisad            |
| 484d=410 | Adagio i F-dur                  | 2 bassetthorn och fagott                                             | 1785?    |           |                                                                                      |
| 484a=411 | Adagio i B♭-dur                 | 2 klarinetter och 3 bassetthorn                                      | 1785?    |           |                                                                                      |
| 496a=487 | 12 Duetter i C dur              | 2 bassetthorn eller valthorn                                         | 1786     |           | Endast tre av duetterna finns i Mozarts manuskript. Äktheten av de övriga ifrågasatt |
| 580a     | Adagio i F-dur                  | Klarinett och 3 bassetthorn                                          | 1788?    |           | Ofullbordat verk                                                                     |

## Kassationer, serenader, divertimenti
| K.(6)    | Titel                                     | Instrument                 | År      | Tillägnad | Övrigt                                                                |
| -------- | ----------------------------------------- | -------------------------- | ------- | --------- | --------------------------------------------------------------------- |
| 32       | Gallimathias Musicum (Potpurri)           | Orkester                   | 1766    |           |                                                                       |
| 62a=100  | Kassation i D-dur                         | Orkester                   | 1769    |           |                                                                       |
| 63       | Kassation i G-dur                         | Orkester                   | 1769    |           |                                                                       |
| 63a=99   | Kassation i B♭-dur                        | Orkester                   | 1769    |           |                                                                       |
| 113      | Divertimento i Ess-dur                    | Orkester                   | 1771    |           |                                                                       |
| 131      | Divertimento i D-dur                      | Orkester                   | 1772    |           |                                                                       |
| 167A=205 | Divertimento i D-dur                      | Orkester                   | 1773?   |           |                                                                       |
| 167a=185 | Serenad i D-dur "Andretter"               | Orkester                   | 1773    |           |                                                                       |
| 189b=203 | Serenad i D-dur "Colloredo"               | Orkester                   | 1774    |           |                                                                       |
| 213a=204 | Serenad i D-dur                           | Orkester                   | 1775    |           |                                                                       |
| 239      | Serenata notturna i D-dur                 | 2 orkestrar                | 1776    |           |                                                                       |
| 247      | Divertimento i F-dur "Lodron"             | Orkester                   | 1776    |           |                                                                       |
| 248b=250 | Serenad i D-dur "Haffner"                 | Stråkar och 2 horn         | 1776    |           | Av borgmästare Haffner beställd musik till dottern Elisabeths bröllop |
| 251      | Divertimento i D-dur                      | stråkar, oboe och två horn | 1776    |           | Till systern Nannerls 25-årsdag den 30 juli                           |
| 269a=286 | Notturno i D-dur                          | Fyra orkestrar             | 1776-77 |           |                                                                       |
| 271H=287 | Divertimento i B♭-dur "Lodron"            | Stråkar och 2 horn         | 1777    |           |                                                                       |
| 320      | Serenad i D-dur "Posthorn"                | Orkester                   | 1779    |           |                                                                       |
| 320b=334 | Divertimento i D-dur "Musique von Robing" | stråkar och 2 horn         | 1779-80 |           |                                                                       |
| 479a=477 | Maurerische Trauermusik i c-moll          | Orkester                   | 1785    |           |                                                                       |
| 522      | Ein musikalischer Spaß i F-dur            | två horn och stråkkvartett | 1787    |           |                                                                       |
| 525      | Serenad i G-dur "Eine kleine Nachtmusik"  | stråkar                    | 1787    |           | Sats 2 (av ursprungligen 5 satser) är ej bevarad                      |

## Marscher
| K.(6)      | Titel                    | Instrument         | År   | Tillägnad | Övrigt                       |
| ---------- | ------------------------ | ------------------ | ---- | --------- | ---------------------------- |
| 62         | Marsch i D-dur           |                    | 1767 |           | Avsedd för Mitridate (K. 87) |
| 167AB=290  | Marsch i D-dur           | Orkester           | 1772 |           |                              |
| 167b=189   | Marsch i D-dur           | Orkester           | 1773 |           |                              |
| 189c=237   | Marsch i D-dur           | Orkester           | 1774 |           |                              |
| 213b=215   | Marsch i D-dur           | Orkester           | 1775 |           |                              |
| 214        | Marsch i C-dur           | Orkester           | 1775 |           |                              |
| 248        | Marsch i F-dur           | Stråkar och 2 horn | 1776 |           |                              |
| 249        | Marsch i D-dur "Haffner" | Orkester           | 1776 |           |                              |
| 320a=335   | Två marscher i D-dur     | Orkester           | 1779 |           |                              |
| 320c=445   | Marsch i D-dur           | Stråkar och 2 horn | 1780 |           |                              |
| 383e=408/1 | Marsch i C-dur           | Orkester           | 1782 |           | Även i pianoversion          |
| 383F=408/3 | Marsch i C-dur           | Orkester           | 1782 |           |                              |
| 385a=408/2 | Marsch i D-dur           | Orkester           | 1782 |           |                              |

## Pianoverk

### Pianosonater
| K.(6)    | Titel                                  | Instrument | År      | Tillägnad | Övrigt                                           |
| -------- | -------------------------------------- | ---------- | ------- | --------- | ------------------------------------------------ |
| 189d=279 | Pianosonat nr 1 C-dur                  |            | 1775    |           |                                                  |
| 189e=280 | Pianosonat nr 2 F-dur                  |            | 1775    |           |                                                  |
| 189f=281 | Pianosonat nr 3 B♭-dur                 |            | 1775    |           |                                                  |
| 189g=282 | Pianosonat nr 4 Ess-dur                |            | 1775    |           |                                                  |
| 189h=283 | Pianosonat nr 5 G-dur                  |            | 1775    |           |                                                  |
| 205b=284 | Pianosonat nr 6 D-dur "Durnitz"        |            | 1775    |           |                                                  |
| 284b=309 | Pianosonat nr 7 C-dur                  |            | 1777    |           |                                                  |
| 284c=311 | Pianosonat nr 8 D-dur                  |            | 1777    |           |                                                  |
| 300d=310 | Pianosonat nr 9 a-moll                 |            | 1778    |           | komponerad i Paris efter moderns död             |
| 300h=330 | Pianosonat nr 10 C-dur                 |            | 1781-83 |           |                                                  |
| 300i=331 | Pianosonat nr 11 A-dur                 |            | 1781-83 |           | med rondot Alla Turca som tredje sats            |
| 300k=332 | Pianosonat nr 12 F-dur                 |            | 1781-83 |           |                                                  |
| 315c=333 | Pianosonat nr 13 B♭-dur "Linz"         |            | 1783-84 |           |                                                  |
| 457      | Pianosonat nr 14 c-moll                |            | 1784    |           |                                                  |
| 533      | Pianosonat nr 15 F-dur                 |            | 1788    |           | Allegro och Andante. Finalsatsen = rondot K. 494 |
| 545      | Pianosonat nr 16 C-dur "För nybörjare" |            | 1788    |           |                                                  |
| 570      | Pianosonat nr 17 B♭-dur                |            | 1789    |           |                                                  |
| 576      | Pianosonat nr 18 D-dur                 |            | 1789    |           |                                                  |

### Fantasier
- Fantasi nr 1 med Fuga i C-dur, K. 383a=394 (1782)
- Fantasi nr 2 i c-moll, K. 385f=396 (1782). Ofullbordat verk, ursprungligen tänkt för violin och piano
- Fantasi nr 3 i d-moll, K. 385g=397. Ofullbordat verk
- Fantasi nr 4 i c-moll, K. 475 (1785). Publicerad tillsammans med pianosonat nr 14 c-moll, (K. 457).

### Nannerls Musikbok(1761-1763)
1. Andante i C, K. 1a (Mozarts första bevarade verk)
2. Allegro i C, K. 1b
3. Allegro i F, K. 1c
4. Menuett i F, K. 1d
5. Menuett i G, K. 1e=1/1 (ofta felaktigt besklrivet som Mozarts första verk)
6. Menuett i C, K. 1f=1/2
7. Menuett i F, K. 2
8. Allegro i B♭-dur, K. 3
9. Menuett i F, K. 4
10. Menuett i F, K. 5
11. Allegro i C, K. 5a
12. Andante i B♭-dur, K. 5b (ofullbordat verk)

### Variationer
| K.(6)    | Titel                                                        | Originalkompositör        | År      | Tillägnad | Övrigt                                                  |
| -------- | ------------------------------------------------------------ | ------------------------- | ------- | --------- | ------------------------------------------------------- |
| 24       | 8 Variationer i G-dur på "Laat ons juichen"                  | Christian Ernst Graaf     | 1766    |           |                                                         |
| 25       | 7 Variationer i D-dur på "Willem van Nassau"                 | Holländsk sång            | 1766    |           |                                                         |
| 173c=180 | 6 Variationer i G-dur på "Mio caro Adone"                    | Antonio Salieri           | 1773    |           |                                                         |
| 189a=179 | 12 Variationer i C-dur på en menuett                         | Johann Christian Fischer  | 1774    |           |                                                         |
| 299a=354 | 12 Variationer i Ess-dur på "Je suis Lindor"                 | Antoine-Laurent Baudron   | 1778    |           |                                                         |
| 315d=264 | 9 Variationer i C-dur på "Lison dormait"                     | Nicolas Dezède            | 1778    |           |                                                         |
| 374c=352 | 8 Variationer i F-dur på "Dieu d'amour"                      | André_Grétry              | 1781    |           |                                                         |
| 300e=265 | 12 Variationer i C-dur på "Ah, vous dirai-je, Maman"         | Fransk sång               | 1781-82 |           | Melodin känd i Sverige som ""Blinka lilla stjärna där"" |
| 300f=353 | 12 Variationer i Ess-dur på "La belle Françoise"             | Fransk sång               | 1781-82 |           |                                                         |
| 416e=398 | 6 Variationer i F-dur på "Salve tu, Domine"                  | Giovanni_Paisiello        | 1783    |           |                                                         |
| 454a=460 | 8 Variationer i A-dur på "Come un'agnello"                   | Giuseppe_Sarti            | 1784    |           | Äktheten för 6 av variationerna ifrrågasatt             |
| 455      | 10 Variationer i G-dur på "Unser dummer Pöbel meint"         | Christoph_Willibald_Gluck | 1784    |           |                                                         |
| 500      | 12 Variationer i B♭-dur på ett allegretto                    | Eget tema?                | 1786    |           |                                                         |
| 547b=54  | 5(6?) Variationer i F-dur                                    | Eget tema                 | 1788    |           | Samma musik som i finalsatsen till violinsonaten K. 547 |
| 573      | 9 Variationer i D-dur på en menuett                          | Jean-Pierre Duport        | 1789    |           |                                                         |
| 613      | 8 Variationer i F-dur på "Ein Weib ist das herrlichste Ding" | Benedikt Schack?          | 1791    |           |                                                         |

### Blandade pianoverk
- Pianostycke i F, K. 33B (1766)
- Fyra pianosonater i G, B♭, C och F-dur, K. 33d-g (1766); försvunna
- Menuett i D-dur, K. 73h=94 (1769?)
- Modulerande preludium i F-dur, K. - (1776/77)
- Capriccio i C-dur, K. 300g=395 (1778?)
- Fuga g-moll, K. 375e=401 (1782). Ofullbordat verk
- Allegro i B♭-dur, K.372a=400 (1782); fullbordat av Maximilian Stadler
- Svit i C-dur, K. 385i=399. Ofullbordat verk
- Marsch i c-moll, K. 453a (1784). "Kleine Trauermarsch"
- Rondo nr 1 i D-dur, K. 485 (1786)
- Rondo nr 2 i F-dur, K. 494 (1786) (utgör tillsammans med K. 533 en pianosonat)
- Rondo nr 3 i a-moll, K. 511 (1787)
- Adagio för Piano i h-moll, K. 540 (1788)
- Allegro och Rondo för piano i F-dur, K. 547a (1788). Äktheten ifrågasatt. Rondot är en bearbetning av finalsatsen i pianosonaten K. 545
- Pianosonat i c-moll. Bearbetning av serenaden K. 388
- Gigue i G-dur, K. 574 (1789)
- Menuett i D-dur, K. 576b=355 (1789?)
- Allegro i g-moll, K. 590d=312. Ofullbordat verk
- Allegro och menuett i B♭-dur, K. Anh. C 25.04/05=498a. Äktheten ifrågasatt. Publicerade som delar av en pianosonat där övriga satser utgörs av icke-autentiska arrangemang av andra mozartverk.
- Allegro D dur, K. 626b/16. Troligen en skiss till ett orkesterverk. Nyupptäcktes 2021.

### Fyrhändigt piano
| K.(6)    | Titel                                 | Instrument | År      | Tillägnad | Övrigt              |
| -------- | ------------------------------------- | ---------- | ------- | --------- | ------------------- |
| 19d      | Pianosonat C-dur för fyra händer      |            | 1765?   |           | Äktheten ifrågasatt |
| 123a=381 | Pianosonat D-dur för fyra händer      |            | 1772    |           |                     |
| 186c=358 | Pianosonat B♭-dur-dur för fyra händer |            | 1773-74 |           |                     |
| 497      | Pianosonat F-dur för fyra händer      |            | 1786    |           |                     |
| 521      | Pianosonat C-dur för fyra händer      |            | 1787    |           |                     |
| 497a=357 | Pianosonat G-dur för fyra händer      |            | 1787?   |           | (Ofullbordad)       |
| 501      | Andante och Variationer i G-dur       |            | 1786    |           |                     |

### Två pianon
| K.       | Titel                           | Instrument | År   | Tillägnad | Övrigt                               |
| -------- | ------------------------------- | ---------- | ---- | --------- | ------------------------------------ |
| 375a=448 | Sonat för två pianon i D-dur    |            | 1781 |           |                                      |
| -        | Larghetto och allegro i Ess dur |            | 1781 |           | Fullbordat av Maximilian Stadler     |
| 426      | Fuga för två pianon i c-moll    |            | 1783 |           | Omarbetad för stråkorkester (K. 546) |

## Operorochsångspel
Notera att Mozart skrev operor både på tyska och italienska. Medan t.ex. "Figaros bröllop" och "Così fan tutte" är på italienska, så är t.ex. "Trollflöjten" på tyska. Uppsättningar i Sverige har stundom översatts. De italienska operorna har recitativ, medan det tyskspråkiga har talad dialog.
| K.(6)    | Titel                                                                                  | Libretto                                            | Librettospråk | År      | Tillägnad | Övrigt |
| -------- | -------------------------------------------------------------------------------------- | --------------------------------------------------- | ------------- | ------- | --------- | --- |
| 35       | Die Schuldigkeit des ersten Gebots                                                     | Ignaz von Weiser                                    | Tyska         | 1767    |           | "Andligt sångspel", en sorts mellanting mellan opera och oratorium                                                               |
| 38       | Apollo et Hyacinthus                                                                   | Rufinus Widl                                        | Latin         | 1767    |           | |
| 46b=50   | Bastien und Bastienne (Bastien och Bastienne)                                          | Friedrich Wilhelm Weiskern                          | Tyska         | 1768    |           | Recitativ finns till en del av verket, men dessa brukar ersättas av talad dialog                                                 |
| 46a=51   | La finta semplice (Hon som spelade dum)                                                | Marco Coltellini                                    | Italienska    | 1768    |           | Tre arior finns i alternativa versioner                                                                                          |
| 74a      | Mitridate, re di Ponto                                                                 | Vittorio Amadeo Cigna-Santi                         | Italienska    | 1770    |           | Alternativa versioner finns till sju nummer                                                                                      |
| 111      | Ascanio in Alba                                                                        | Giuseppe Parini                                     | Italienska    | 1771    |           | |
| 126      | Il sogno di Scipione (Scipios dröm)                                                    | Pietro Metastasio                                   | Italienska    | 1772    |           | |
| 135      | Lucio Silla                                                                            | Giovanni de Gamerra                                 | Italienska    | 1772    |           | |
| 196      | La finta giardiniera (Die Gärtnerin aus Liebe)                                         | Okänd                                               | Italienska    | 1775    |           | Omarbetat till tyskt sångspel |
| 208      | Il re pastore (Herdekungen)                                                            | Pietro Metastasio                                   | Italienska    | 1775    |           | |
| 336a=345 | Körer och mellanaktsmusik till Thamos, König in Ägypten                                | Tobias Philipp von Gebler                           | Tyska         | 1779    |           | Alternativa versioner finns till två körsatser, strukna av Mozart                                                                |
| 336b=344 | Zaide                                                                                  | Johann Andreas Schachtner                           | Tyska         | 1779-80 |           | Ofullbordad |
| 366      | Idomeneo, rè di Creta                                                                  | Giambattista Varesco                                | Italienska    | 1781    |           | Alternativa versioner finns till några nummer. Se dessutom K. 489 och 490                                                        |
| 384      | Die Entführung aus dem Serail (Enleveringen ur seraljen)                               | Christoph Friedrich Bretzner och Gottlieb Stephanie | Tyska         | 1782    |           | |
| 422      | L'oca del Cairo                                                                        | Giambattista Varesco                                | Italienska    | 1783    |           | Ofullbordad |
| 424a=430 | Lo sposo deluso                                                                        | Okänd                                               | Italienska    | 1783    |           | Ofullbordad |
| 486      | Der Schauspieldirektor (Teaterdirektören)                                              | Gottlieb Stephanie                                  | Tyska         | 1786    |           | |
| 492      | Le Nozze di Figaro, ossia la folle giornata (Figaros bröllop)                          | Lorenzo da Ponte                                    | Italienska    | 1786    |           | Nr 6, "Non sò più", finns i version med ackompanjemnag av violin och piano. För en omarbetad version 1789 tillkom K. 577 och 579 |
| 527      | Il dissoluto punito, ossia il Don Giovanni (Don Juan)                                  | Lorenzo da Ponte                                    | Italienska    | 1787    |           | För en omarbetad version 1788 (den s.k. Wienversionen) tillkom K. 540a, 540b och 540c                                            |
| 588      | Così fan tutte, ossia La scuola degli amanti (Så gör de alla eller skola för älskande) | Lorenzo da Ponte                                    | Italienska    | 1790    |           | Se K. 584 för en av Mozart förkastad version av en aria                                                                          |
| 620      | Die Zauberflöte (Trollflöjten)                                                         | Emanuel Schikaneder och Johann Georg Gisecke        | Tyska         | 1791    |           | Officiellt var Schikaneder ensam librettist, hur mycket som i själva verket spökskrevs av Gisecke är oklart                      |
| 621      | La Clemenza di Tito (Titus)                                                            | Pietro Metastasio och Caterino Mazzolà              | Italienska    | 1791    |           | Recitativen är eventuellt komponerade av Süssmayr                                                                                |

## Balettmusik
| K.(6) | Titel                             | Instrument | År   | Tillägnad | Övrigt                                                                                  |
| ----- | --------------------------------- | ---------- | ---- | --------- | --------------------------------------------------------------------------------------- |
| 300   | Gavott i B♭-dur                   |            | 1778 |           |                                                                                         |
| 299b  | Balettmusik till Les petits riens |            | 1778 |           | Komponerad i samarbete med en oidentifierad tonsättare, möjligen François-Joseph Gossec |
| 367   | Balettmusik till Idomeneo         |            | 1781 |           |                                                                                         |

## Danser

### Menuetter
| K.(6)    | Titel                        | Instrument                | År      | Tillägnad | Övrigt                                                                               |
| -------- | ---------------------------- | ------------------------- | ------- | --------- | ------------------------------------------------------------------------------------ |
| 61b      | 7 Menuetter                  | 2 violiner och bas        | 1769    |           |                                                                                      |
| 61g      | 2 Menuetter                  | Orkester respektive piano | 1770    |           | Äktheten ifrågasatt. Nr 2 är en bearbetning av ett verk av Michael Haydn             |
| 73t=122  | Menuett i Ess-dur            | Orkester                  | 1770    |           | Äktheten ifrågasatt                                                                  |
| 61e=104  | 6 Menuetter                  |                           | 1770-71 |           | Bearbetning av verk av Michael Haydn                                                 |
| 61d=103  | 19 Menuetter                 | Orkester                  | 1772    |           | 12 av menuetterna även i pianoversion                                                |
| 130a=164 | 6 Menuetter                  | Orkester                  | 1772    |           |                                                                                      |
| 176      | 16 Menuetter                 | Orkester                  | 1773    |           | 11 av menuetterna även i pianoversion                                                |
| 363      | 3 Menuetter                  | Orkester                  | 1782-83 |           |                                                                                      |
| 448a=461 | 6 Menuetter                  | Orkester                  | 1784    |           |                                                                                      |
| 448c=463 | 2 Menuetter med kontradanser | Orkester                  | 1784    |           |                                                                                      |
| 568      | 12 Menuetter                 | Orkester                  | 1788    |           |                                                                                      |
| 585      | 12 Menuetter                 | Orkester                  | 1789    |           |                                                                                      |
| 599      | 6 Menuetter                  | Orkester                  | 1791    |           |                                                                                      |
| 601      | 4 Menuetter                  | Orkester                  | 1791    |           |                                                                                      |
| 604      | 2 Menuetter                  | Orkester                  | 1791    |           | K. 599, 601 och 604 troligen avsedda att tillsammans utgöra en grupp av 12 menuetter |

### Tyska danser, Ländler
| K.(6) | Titel           | Instrument         | År   | Tillägnad | Övrigt                                                                             |
| ----- | --------------- | ------------------ | ---- | --------- | ---------------------------------------------------------------------------------- |
| 509   | 6 Tyska danser  | Orkester           | 1787 |           | Även i version för piano                                                           |
| 536   | 6 Tyska danser  | Orkester           | 1788 |           |                                                                                    |
| 567   | 6 Tyska danser  | Orkester           | 1788 |           | K. 536 och 567 troligen avsedda att tillsammans utgöra en grupp av 12 tyska danser |
| 571   | 6 Tyska danser  | Orkester           | 1789 |           |                                                                                    |
| 586   | 12 Tyska danser | Orkester           | 1789 |           |                                                                                    |
| 600   | 6 Tyska danser  | Orkester           | 1791 |           |                                                                                    |
| 602   | 4 Tyska danser  | Orkester           | 1791 |           |                                                                                    |
| 605   | 3 Tyska danser  | Orkester           | 1791 |           |                                                                                    |
| 606   | 6 "Ländler"     | 2 violiner och bas | 1791 |           | Blåsarstämmor kan ha funnits, men är ej bevarade                                   |
| 611   | Tysk dans       | Orkester           | 1791 |           | Identisk med K. 602 nr 3                                                           |

### Kontradanser
| K.(6)    | Titel                                           | Instrument                      | År    | Tillägnad | Övrigt |
| -------- | ----------------------------------------------- | ------------------------------- | ----- | --------- | --- |
| 73g=123  | Kontradans i B♭-dur-dur                         | Orkester                        | 1770  |           | |
| 250a=101 | 4 Kontradanser                                  | Orkester                        | 1776  |           | "Serenade" |
| 269b     | 4 Kontradanser                                  | Orkester                        | 1776  |           | Äktheten ifrågasatt |
| 271c=267 | 4 Kontradanser                                  | Orkester                        | 1777  |           | |
| 448b=462 | 6 Kontradanser                                  | Orkester                        | 1784  |           | Blåsarstämmor tillkomponerade senare |
| 535a     | 3 Kontradanser                                  | Orkester                        | 1788  |           | Endast bevarade i pianoversion. Äktheten ifrågasatt, men publicerades av Mozarts ordinarie förläggare Artaria tillsammans med pianoversioner av autentiska mozartverk |
| 534      | Kontradans "Das Donnerwetter"                   | Orkester                        | 1788  |           | |
| 535      | Kontradans "La Bataille"                        | Orkester                        | 1788  |           | |
| 587      | Kontradans i C-dur "Der Sieg vom Helden Koburg" | Orkester                        | 1789  |           | |
| 588a=106 | Ouvertyr och 3 Kontradanser                     | Orkester                        | 1790  |           | Äktheten ifrågasatt |
| 609      | 5 Kontradanser                                  | 2 violiner, bas, flöjt & trumma | 1787? |           | |
| 603      | 2 Kontradanser                                  | Orkester                        | 1791  |           | |
| 605a=607 | Kontradans "Il Trionfo delle Donne"             | Orkester                        | 1791  |           | |
| 610      | Kontradans "Les filles malicieuses"             | Orkester                        | 1791? |           | |

### Danser felaktigt tillskrivna Mozart
- Sex menuetter för orkester K. 105 (av Michael Haydn)
- Menuett D-dur K. 64 (av Leopold Mozart)
- Nio kontradanser K. 510 (av stilistiska skäl knappast autentiska)
- 12 tyska danser K. Anh. C 29.06 (endast bevarade i pianoversion)

## Sång och orkester

### Sopran
| K.(6)    | Titel                                                   | Libretto             | År      | Tillägnad | Övrigt                                                                   |
| -------- | ------------------------------------------------------- | -------------------- | ------- | --------- | ------------------------------------------------------------------------ |
| 23       | Aria för sopran "Conservati fedele"                     | Metastasio           | 1765    |           |                                                                          |
| 73b=78   | Aria för sopran "Per pietà, bell' idol mio"             | Metastasio           | 1766    |           |                                                                          |
| 73d=88   | Recitativ och aria för sopran "O temerario Arbace"      | Metastasio           | 1766    |           |                                                                          |
| 61c=70   | Recitativ och aria för sopran "A Berenice"              | ?                    | 1766    |           |                                                                          |
| -        | Aria för sopran "Cara, se le mie pene"                  | ?                    | 1769?   |           |                                                                          |
| 73c=88   | Aria för sopran "Fra cento affanni"                     | Metastasio           | 1770    |           |                                                                          |
| 73e=77   | Recitativ och aria för sopran "Misero me"               | Metastasio           | 1770    |           |                                                                          |
| 73o=82   | Aria för sopran "Se ardire, e speranza"                 | Metastasio           | 1770    |           |                                                                          |
| 73p=83   | Aria för sopran "Se tutti i mali miei"                  | Metastasio           | 1770    |           |                                                                          |
| 74b      | Aria för sopran "Non curo l'affetto"                    | Metastasio           | 1771    |           |                                                                          |
| 217      | Aria för sopran "Voi avete un cor fedele"               | ?                    | 1775    |           |                                                                          |
| 272      | Recitativ och aria för sopran "Ah, lo previdi"          | ?                    | 1777    |           |                                                                          |
| 294      | Recitativ och aria för sopran "Alcandro, lo confesso"   | Metastasio           | 1778    |           |                                                                          |
| 295a     | Recitativ och aria för sopran "Basta, vincesti"         | Metastasio           | 1778    |           |                                                                          |
| 300b=316 | Recitativ och aria för sopran "Popoli di Tessaglia"     | Ranieri de'Calzabigi | 1778    |           |                                                                          |
| 368      | Recitativ och aria för sopran "Ma che vi fece"          | Metastasio           | 1779-80 |           |                                                                          |
| 369      | Recitativ och aria för sopran "Misera, dove son!"       | Metastasio           | 1781    |           |                                                                          |
| 374      | Recitativ och Aria för sopran "A questo seno deh vieni" | ?                    | 1781    |           |                                                                          |
| 382h=119 | Aria för sopran "Der Liebe himmlisches Gefühl"          | ?                    | 1782    |           |                                                                          |
| 383      | Aria för sopran "Nehmt meinen Dank, ihr holden Gönner!" | ?                    | 1782    |           |                                                                          |
| 416      | Scen och rondo för sopran "Mia speranza adorata"        | Gaetano Sertor       | 1783    |           |                                                                          |
| 417e=178 | Aria för sopran "Ah, spiegarti, oh Dio"                 | ?                    | 1783    |           | Endast bevarad med pianoackompanjemang                                   |
| 419      | Aria för sopran "No, no, che non sei capace"            | ?                    | 1783    |           |                                                                          |
| 418      | Aria för sopran "Vorrei spiegarvi, oh Dio"              | ?                    | 1783    |           |                                                                          |
| 490      | Scen och rondo för Sopran "Non più, tutti ascoltai"     | ?                    | 1786    |           | Solostämman skriven i sopranklav men förmodligen tänkt för tenor         |
| 505      | Scen och rondo för sopran "Ch'io mi scordi di te?"      | ?                    | 1786    |           | Med pianosolo                                                            |
| 528      | Scen för sopran "Bella mia fiamma"                      | Lorenzo da Ponte?    | 1787    |           |                                                                          |
| 538      | Aria för sopran "Ah se in ciel"                         | Metastasio           | 1788    |           |                                                                          |
| 540c     | Recitativ och aria för sopran "In quali eccesi"         | Lorenzo da Ponte     | 1788    |           | Avsedd för Il dissoluto punito, ossia il Don Giovanni (Don Juan)         |
| 577      | Rondo för sopran "Al desio, di chi t'adora"             | Lorenzo da Ponte?    | 1789    |           | Avsedd för Le Nozze di Figaro, ossia la folle giornata (Figaros bröllop) |
| 578      | Aria för sopran "Alma grande e nobil core"              | Giuseppe Palomba     | 1789    |           |                                                                          |
| 579      | Aria för sopran "Un moto di gioia mi sento"             | Lorenzo da Ponte?    | 1789    |           | Avsedd för Le Nozze di Figaro, ossia la folle giornata (Figaros bröllop) |
| 580      | Aria för sopran "Schon lacht der holde Frühling"        | ?                    | 1789    |           |                                                                          |
| 582      | Aria för sopran "Chi sà, chi sà, qual sia"              | Lorenzo da Ponte     | 1789    |           |                                                                          |
| 583      | Aria för sopran "Vado, ma dove? -- oh Dei!"             | Lorenzo da Ponte     | 1789    |           |                                                                          |

### Alt
| K.(6) | Titel                                     | Libretto             | År   | Tillägnad | Övrigt |
| ----- | ----------------------------------------- | -------------------- | ---- | --------- | ------ |
| 255   | Recitativ och aria för alt "Ombra felice" | Giovanni de Gamerra? | 1776 |           |        |

### Tenor
| K.(6)    | Titel                                                 | Libretto         | År   | Tillägnad | Övrigt                                                           |
| -------- | ----------------------------------------------------- | ---------------- | ---- | --------- | ---------------------------------------------------------------- |
| 19c=21   | Aria för tenor "Va, dal furor portata"                | Metastasio       | 1765 |           |                                                                  |
| 33i=36   | Recitativ och aria för tenor "Or che il dover"        | ?                | 1766 |           |                                                                  |
| 71       | Aria för tenor "Ah, più tremar"                       | Metastasio       | 1770 |           | Ofullbordad                                                      |
| 210      | Aria för tenor "Con ossequio, con rispetto"           | ?                | 1775 |           |                                                                  |
| 256      | Aria för Tenor "Clarice cara mia sposa"               | ?                | 1776 |           |                                                                  |
| 295      | Aria för tenor "Se al labbro mio non credi"           | Antonio Salvi?   | 1778 |           |                                                                  |
| 416b=435 | Aria för Tenor "Müßt' ich auch durch tausend Drachen" | ?                | 1783 |           | Ofullbordat verk                                                 |
| 420      | Aria för tenor "Per pietà, non ricercate"             | Pasquale Anfossi | 1783 |           |                                                                  |
| 425b=431 | Recitativ och aria för tenor "Misero! O sogno!"       | ?                | 1783 |           |                                                                  |
| 540a     | Aria for tenor "Dalla sua pace"                       | Lorenzo da Ponte | 1788 |           | Avsedd för Il dissoluto punito, ossia il Don Giovanni (Don Juan) |

### Bas
| K.(6)    | Titel                                              | Libretto                    | År   | Tillägnad | Övrigt                                                  |
| -------- | -------------------------------------------------- | --------------------------- | ---- | --------- | ------------------------------------------------------- |
| 421a=432 | Recitativ och aria för bas "Così dunque tradisci"  | Metastasio                  | 1783 |           |                                                         |
| 416c=433 | Aria för bas "Männer suchen stets zu naschen"      | ?                           | 1783 |           | Ofullbordad                                             |
| 512      | Recitativ och aria för bas "Alcandro, lo confesso" | Metastasio                  | 1787 |           |                                                         |
| 513      | Aria för bas "Mentre ti lascio"                    | Duca Sant'Angioli-Morbilli  | 1787 |           |                                                         |
| 539      | Aria för bas "Ich möchte wohl der Kaiser sein"     | Johann Wilhelm Ludwig Gleim | 1788 |           | "Ein deutscher Kriegslied"                              |
| 541      | Arietta för bas "Un bacio di mano"                 | Lorenzo da Ponte?           | 1788 |           |                                                         |
| 584      | Aria för bas "Rivolgete a lui lo sguardo"          | Lorenzo da Ponte            | 1789 |           | Avsedd för Così fan tutte, ossia La scuola degli amanti |
| 612      | Aria för bas "Per questa bella mano"               | ?                           | 1791 |           | Med kontrabassolo                                       |
| 621a     | Aria för bas "Io ti lascio, o cara, addio"         | ?                           | 1791 |           | Komponerad i samarbete med Gottfried von Jacquin        |

## Duetter och ensembler för solosång och orkester
| K.(6)    | Titel                                                          | Libretto              | År   | Tillägnad | Övrigt |
| -------- | -------------------------------------------------------------- | --------------------- | ---- | --------- | --- |
| 479      | Kvartett för sopran, tenor och två basar, "Dite almeno"        | Giovanni Bertati      | 1785 |           | |
| 480      | Trio för sopran, tenor och bas, "Mandina amabile"              | Giovanni Bertati      | 1785 |           | |
| 480b=434 | Terzett för tenor och två basar "Dal gran regno delle amazoni" | Giuseppe Petrosellini | 1785 |           | Ofullbordad                                                                                                  |
| 489      | Duett för sopran och tenor, "Spiegarti no poss' io"            | ?                     | 1786 |           | Avsedd för Idomeneo, rè di Creta                                                                             |
| 540b     | Duett för sopran och bas, "Per queste tue manine"              | Lorenzo da Ponte      | 1788 |           | Avsedd för Il dissoluto punito, ossia il Don Giovanni (Don Juan)                                             |
| 615      | Kör, "Viviamo felice"                                          | Tommaso Grandi        | 1791 |           | Inlaga i Le gelosie villane av Giuseppe Sarti. Försvunnet verk                                               |
| -        | Duett för tenor och bas, "Pamina, wo bist du"                  | Emanuel Schikaneder   | 1791 |           | Avsedd för Die Zauberflöte (Trollflöjten). Troligen ej färdigkomponerad av Mozart, utan fullbordad av okänd. |

## Vokalensembler med piano eller ensemble
| K.(6)    | Titel                                                                  | Libretto    | År      | Tillägnad | Övrigt                                            |
| -------- | ---------------------------------------------------------------------- | ----------- | ------- | --------- | ------------------------------------------------- |
| 436      | Notturno för två sopraner och bas, "Ecco quel fiero istante"           | Metastasio  | 1783-86 |           | Komponerad i samarbete med Gottfried von Jacquin? |
| 437      | Notturno för två sopraner och bas, "Mi lagnerò tacendo"                | Metastasio  | 1783-86 |           | Komponerad i samarbete med Gottfried von Jacquin? |
| 438      | Notturno för två sopraner och bas "Se lontan"                          | Metastasio  | 1783-86 |           | Komponerad i samarbete med Gottfried von Jacquin? |
| 439      | Notturno för två sopraner och bas, "Due pupille"                       | Metastasio? | 1783-86 |           | Komponerad i samarbete med Gottfried von Jacquin? |
| 439a=346 | Notturno för två sopraner och bas, "Luci care, luci belle"             | Metastasio? | 1783-86 |           | Komponerad i samarbete med Gottfried von Jacquin? |
| 441      | Trio för sopran, tenor och bas, "Liebes Mandel, wo is's Bandel?"       | Mozart      | 1783    |           | Ofullbordat verk                                  |
| 532      | Canzonetta för sopran, tenor och bas, "Grazie agl'inganni tuoi"        | Metastasio  | 1784    |           | Ofullbordad                                       |
| 549      | Canzonetta för två sopraner och bas, "Più non si trovano"              | Metastasio  | 1788    |           |                                                   |
| 571a     | Kvartett för sopran, två tenorer och bas, "Caro mio Druck und Schluck" | Mozart      | 1789    |           | Ofullbordat verk                                  |

## Sånger
| K.(6)    | Titel                                             | Text                                                        | År       | Tillägnad | Övrigt |
| -------- | ------------------------------------------------- | ----------------------------------------------------------- | -------- | --------- | --- |
| 47e=53   | An die Freude                                     | Johann Peter Uz                                             | 1768     |           | |
| 125g=147 | "Wie unglucklich bin ich nit"                     | Okänd                                                       | 1775-76? |           | |
| 125h=148 | Lobegesang auf die feierliche Johannisloge        | Ludwig Fredrich Lenz                                        | 1775-76? |           | "O heiliges Band"" |
| 284d=397 | Arietta in C "Oiseaux, si tous les ans"           | Antoine Ferrand                                             | 1777-78  |           | |
| 295b=308 | Arietta, "Dans un bois solitaire"                 | Antoine Houdart de la Motte                                 | 1777-78  |           | |
| 367a=349 | Die Zufriedenheit                                 | Johann Martin Miller                                        | 1780-81  |           | Även med mandolinackompanjemang                                                                                                |
| 367b=351 | "Komm, liebe Zither"                              | Okänd                                                       | 1780-81  |           | Med mandolinackompanjemang |
| 340a=392 | "Verdankt sei es dem Glanz"                       | Johann Timotheus Hermes                                     | 1781-82  |           | |
| 340b=391 | An die Einsamkeit                                 | Johann Timotheus Hermes                                     | 1781-82  |           | |
| 340c=390 | An die Hoffnung                                   | Johann Timotheus Hermes                                     | 1781-82  |           | |
| 468      | Gesellenreise                                     | Joseph Franz von Ratschky                                   | 1785     |           | |
| 472      | Der Zauberer                                      | Christian Felix Weisse                                      | 1785     |           | |
| 473      | Die Zufriedenheit                                 | Christian Felix Weisse                                      | 1785     |           | |
| 474      | Die betrogene Welt                                | Christian Felix Weisse                                      | 1785     |           | |
| 476      | Das Veilchen                                      | Johann Wolfgang von Goethe                                  | 1785     |           | |
| 483      | "Zerfließet heut', geliebte Brüder"               | Augustin von Schittlersberg                                 | 1785     |           | Sång med kör och orgelackompanjemang                                                                                           |
| 484      | "Ihr unsre neuen Leiter"                          | Augustin von Schittlersberg                                 | 1785     |           | Sång med kör och orgelackompanjemang                                                                                           |
| 506      | Lied der Freiheit                                 | Johannes Aloys Blumauer                                     | 1785?    |           | |
| 517      | Die Alte                                          | Fredrich von Hagedorn                                       | 1787     |           | |
| 518      | Die Verschweigung                                 | Christian Felix Weisse                                      | 1787     |           | |
| 519      | Das Lied der Trennung                             | Klamer Eberhard Karl Schmidt                                | 1787     |           | |
| 520      | Als Luise die Briefe                              | Gabriele von Baumberg                                       | 1787     |           | |
| 523      | Abendempfindung an Laura                          | Joachim Heinrich Campe                                      | 1787     |           | |
| 524      | An Chloe                                          | Johann Georg Jacobi                                         | 1787     |           | |
| 529      | Des kleinen Friedrichs Geburtstag                 | Johann Eberhard Friedrich Schall och Joachim Heinrich Campe | 1787     |           | |
| 530      | Das Traumbild                                     | Ludwig Heinrich Christoph Hölty                             | 1787     |           | |
| 531      | Die kleine Spinnerin                              | Daniel Jäger och okänd                                      | 1787     |           | |
| 552      | Beim Auszug in das Feld                           | Okänd                                                       | 1788     |           | |
| 596      | Sehnsucht nach dem Frühling                       | Christian Adolf Overbeck                                    | 1791     |           | Sv.:Kom hör min vackra visa Z. Topelius.                                                                                       |
| 597      | Im Frülingsanfang                                 | Christian Christoph Sturm                                   | 1791     |           | |
| 598      | Das Kinderspiel                                   | Christian Adolf Overbeck                                    | 1791     |           | |
| 623a     | Maurergesang, "Lasst uns mit geschlungnen Händen" | Emanuel Schikaneder?                                        | 1791     |           | Äktheten ifrågasatt, eventuellt av Johann Holzer. Musiken används som Österrikes nationalsång "Land der Berge, Land am Strome" |

### Sånger som felaktigt tillskrivits Mozart
- K. 52 Daphne, deine Rosenwangen; bearbetning av Leopold Mozart ur Bastein und Bastienne K. 50
- K. 149 Die grossmütige Gelassenheit; av Leopold Mozart
- K. 150 Geheime Liebe; av Leopold Mozart
- K. 151 Die Zufriedenheit im niedrigen Stande; av Leopold Mozart
- K. 340 Wiegenlied ("Mozarts vaggvisa"); av Bernhard Flies
- K. 441c Liebes Mädchen hör mich zu (för 3 sångstämmor); av Michael Haydn

## Kanon
| K.(6)    | Titel                                                  | Instrument                              | År     | Tillägnad | Övrigt              |
| -------- | ------------------------------------------------------ | --------------------------------------- | ------ | --------- | ------------------- |
| 73i      | Kanon i A-dur for                                      | 4 till 5 stämmor i 1 grupp              | 1772   |           |                     |
| 73k=89   | Kyrie i G-dur                                          | 5 stämmor i 1 Grupp                     | 1772   |           |                     |
| 73r      | 4 gåtkanon                                             |                                         | 1772   |           |                     |
| 73x      | 14 kanonstudier                                        |                                         | 1772   |           |                     |
| 382a=229 | Kanon i c-moll                                         | 3 Stämmor i 1 grupp                     | c1782  |           |                     |
| 382b=230 | Kanon i c-moll                                         | 2 stämmor i 1 grupp                     | c1782  |           |                     |
| 382c=231 | Kanon i B♭-dur "Leck mich im Arsch"                    | 6 stämmor i 1 grupp                     | c1782  |           |                     |
| 382f=347 | Kanon i D-dur                                          | 6 stämmor i 1 grupp                     | c1782  |           |                     |
| 382g=348 | Kanon i G-dur "V'amo di core teneramente"              | 12 stämmor i 3 grupper                  | c1782  |           | Äktheten ifrågasatt |
| 507      | Kanon i F-dur                                          | 3 stämmor i 1 grupp                     | 1786   |           |                     |
| 508      | Kanon i F-dur                                          | 3 stämmor i 1 grupp                     | 1786   |           |                     |
| 508A     | Kanon i C-dur                                          | 3 stämmor i 1 grupp                     | 1786   |           |                     |
| 508a     | 2 Kanon i F-dur 14 Kanon i F-dur                       | 3 stämmor i 1 grupp 2 stämmor i 1 grupp | 1786   |           |                     |
| 515b=228 | Dubbelkanon i F-dur                                    | 4 stämmor i 2 grupper                   | 1787   |           |                     |
| 509a=232 | Kanon i G-dur "Lieber Freistädtler, lieber Gaulimauli" | 4 stämmor i 1 grupp                     | 1787   |           |                     |
| 553      | Kanon i C-dur "Alleluja"                               | 3 stämmor i 1 grupp                     | 1788   |           |                     |
| 554      | Kanon i F-dur "Ave Maria"                              | 4 stämmor i 1 grupp                     | 1788   |           |                     |
| 555      | Kanon i a-moll "Lacrimoso son io"                      | 4 stämmor i 1 grupp                     | 1788   |           |                     |
| 556      | Kanon i G-dur "G'rechtelt's enk"                       | 4 stämmor i 1 grupp                     | 1788   |           |                     |
| 557      | Kanon i f-moll "Nascoso e il mio sol                   | 4 stämmor i 1 grupp                     | 1788   |           |                     |
| 558      | Kanon i B♭-dur "Gehen wir im Prater"                   | 4 stämmor i 1 grupp                     | 1788   |           |                     |
| 559      | Kanon i F-dur "Difficile lectu mihi Mars"              | 3 stämmor i 1 grupp                     | 1788   |           |                     |
| 559a     | Kanon i F-dur "O du eselhafter Peierl"                 | 4 stämmor i 1 grupp                     | 1788   |           |                     |
| 560      | Kanon i F-dur "O du eselhafter Martin"                 | 4 stämmor i 1 grupp                     | 1788   |           |                     |
| 561      | Kanon i A-dur "Bona nox, bist a rechta Ox"             | 4 stämmor i 1 grupp                     | 1788   |           |                     |
| 562      | Kanon i A-dur "Caro bell'idol mio"                     | 3 stämmor i 1 grupp                     | 1788   |           |                     |
| 562a     | Kanon i B♭-dur                                         | 4 stämmor i 1 grupp                     | 1780s? |           | Av Michael Haydn?   |
| 562c     | Kanon i C-dur                                          | 4 stämmor i 1 grupp                     | 1780s? |           |                     |

### Kanon som felaktigt tillskrivits Mozart
- Kanon i B♭-dur "Leck mir den Arsch", K. 382d=233 (av Wenzel Johann Trnka)
- Kanon i G-dur "Bei der Hitz' em Sommer ess ich", K. 382e=234 (av Wenzel Johann Trnka)

## Kyrkliga verk

### Mässor
| K.(6)          | Titel                                                  | Instrument | År       | Tillägnad | Övrigt                                        |
| -------------- | ------------------------------------------------------ | ---------- | -------- | --------- | --------------------------------------------- |
| 33             | Kyrie i F                                              |            | 1766     |           |                                               |
| 47a=139        | Mässa nr 1 ("Missa solemnis") i c-moll "Barnhusmässan" |            | 1768     |           |                                               |
| 47d=49         | Mässa nr 2 ("Missa brevis") i G                        |            | 1768     |           |                                               |
| 61a=65         | Mässa nr 3 ("Missa brevis") i d-moll                   |            | 1769     |           |                                               |
| 66             | Mässa nr 4 i C-dur "Dominicusmässan"                   |            | 1769     |           |                                               |
| Anh. C1.12=140 | Mässa nr 5 ("Missa brevis") i G                        |            | 1773?    |           | Äktheten ifrågasatt                           |
| 167            | Mässa nr 6 i C "Trinitatis"                            |            | 1773     |           |                                               |
| 186f=192       | Mässa nr 7 ("Missa brevis") i F                        |            | 1774     |           |                                               |
| 186h=194       | Mässa nr 8 ("Missa brevis") i D                        |            | 1774     |           |                                               |
| 196b=220       | Mässa nr 9 ("Missa brevis") i C "Spatzen"              |            | 1775-76? |           |                                               |
| 246a=262       | Mässa nr 10 ("Missa longa") i C                        |            | 1775     |           |                                               |
| 258            | Mässa nr 11 ("Missa brevis") i C "Spaur"               |            | 1775     |           |                                               |
| 259            | Mässa nr 12 ("Missa brevis") i C "Orgelsolomässan"     |            | 1775-76  |           | Med alternativ sanctussats, struken av Mozart |
| 257            | Mässa nr 13 i C "Credomässan"                          |            | 1776     |           |                                               |
| 272b=275       | Mässa nr 14 ("Missa brevis") i B♭-dur                  |            | 1777     |           |                                               |
| 317            | Mässa nr 15 i C-dur "Kröningsmässan"                   |            | 1779     |           |                                               |
| 337            | Mässa nr 16 ("Missa solemnis") i C-dur                 |            | 1780     |           | Med alternativ ofullbordad credosats          |
| 368a=341       | Kyrie i d-moll                                         |            | 1787-91  |           |                                               |
| 417a=427       | Mässa nr 17 i c-moll "Stora c-mollmässan"              |            | 1782-83  |           | Ofullbordat verk                              |
| 626            | Requiem i d-moll                                       |            | 1791     |           | Oavslutat                                     |

### Oratorier, kyrkliga dramer, kantater
| K.(6)    | Titel                                        | Instrument     | År   | Tillägnad | Övrigt |
| -------- | -------------------------------------------- | -------------- | ---- | --------- | --- |
| 35       | Die Schuldigkeit des ersten Gebots           |                | 1767 |           | Del 1 av ett oratorium. Del 2 och 3 komponerades av Michael Haydn respektive Anton Cajetan Adlgasser. Deras bidrag finns ej bevarade. Libretto av Ignaz Anton Weiser |
| 35a=42   | Grabmusik                                    |                | 1767 |           | Kantat; slutkören tillkomponerad senare |
| 74c=118  | La Betulia liberata                          |                | 1771 |           | Oratorium, libretto av Metastasio |
| 468a=429 | Dir, Seele des Weltalls                      |                | 1785 |           | Kantat, libretto av Lorenz Leopold Haschka. Ofullbordat verk, kompletterat av Maximilian Stadler                                                                     |
| 469      | Davidde penitente                            |                | 1785 |           | Oratorium, libretto av Lorenzo da Ponte. Musiken till stora delar lånad från mässan K. 427                                                                           |
| 471      | Die Mauererfreude                            |                | 1785 |           | Kantat, text av Franz Petran |
| 477a     | Kantat, Per la ricuperata salute di Ofelia   | Sång och piano | 1785 |           | Komponerad i samarbete med Antonio Salieri och Cornetti. Text av Lorenzo da Ponte. Verket troddes vara förlorat, men återupptäcktes 2015                             |
| 619      | "Die ihr des unermeßlichen Weltalls"         | Sång och piano | 1791 |           | Kantat, text av Franz Heinrich Ziegenhagen |
| 623      | Frimurarkantat, "Laut verkünde unsre Freude" |                | 1791 |           | Kantat; text av Emanuel Schikaneder. Mozarts sista fullbordade verk                                                                                                  |

### Litanior, vesper, vesperpsalmer
| K.(6)    | Titel                                              | Instrument | År   | Tillägnad | Övrigt |
| -------- | -------------------------------------------------- | ---------- | ---- | --------- | ------ |
| 74e=109  | Litaniae Lauretanae BVM i B♭-dur                   |            | 1771 |           |        |
| 125      | Litaniae de venerabili altaris sacramento i B♭-dur |            | 1772 |           |        |
| 186d=195 | Litaniae Lauretanae BVM i D                        |            | 1774 |           |        |
| 186g=193 | Dixit Dominus, Magnificat i C                      |            | 1774 |           |        |
| 243      | Litaniae de venerabili altaris sacramento i Ess    |            | 1776 |           |        |
| 321      | Vesperae de Dominica i C                           |            | 1779 |           |        |
| 339      | Vesperae solennes de confessore i C                |            | 1780 |           |        |

### Korta sakrala verk
| K.(6)    | Titel                                                         | Text             | År    | Tillägnad                   | Övrigt              |
| -------- | ------------------------------------------------------------- | ---------------- | ----- | --------------------------- | ------------------- |
| 20       | Motett i g-moll, "God is Our Refuge"                          |                  | 1765  |                             |                     |
| 34       | Offertorium i C-dur, "Scandi coeli limina"                    |                  | 1767  |                             |                     |
| 47       | Veni Sancte Spiritus i C-dur                                  |                  | 1768  |                             |                     |
| 66a=117  | Offertorium i C-dur, "Benedictus sit Deus"                    |                  | 1769  |                             |                     |
| 66b=141  | Te Deum in C-dur                                              |                  | 1769  |                             |                     |
| 73s=85   | Miserere i a-moll                                             |                  | 1770  |                             |                     |
| 73v=86   | Antifon i d-moll, "Quaerite primum regnum Dei"                |                  | 1770  |                             |                     |
| 74d=108  | Regina Coeli i C-dur                                          |                  | 1771  |                             |                     |
| 74f=72   | Offertorium i G-dur, "Inter natos mulierum"                   |                  | 1771  |                             |                     |
| 127      | Regina coeli i B♭-dur                                         |                  | 1772  |                             |                     |
| 158a=165 | Motett i F-dur för sopran, "Exsultate, jubilate"              |                  | 1773  |                             | Omarbetad 1779/80   |
| -        | Motett i G-dur för sopran, "Venti, fulgera"                   |                  | 1773? |                             | Äktheten ifrågasatt |
| 73a=143  | Motett för sopran i G-dur, "Ergo interest"                    |                  | 1773  |                             | Äktheten ifrågasatt |
| 205a=222 | Offertorium i d-moll, "Misericordias Domini"                  |                  | 1775  |                             |                     |
| 248a=260 | Offertorium i D-dur, "Venite populi"                          |                  | 1776  |                             |                     |
| 272a=277 | Offertorium i F-dur, "Alma Dei creatoris"                     |                  | 1777  |                             | Äktheten ifrågasatt |
| 273      | Gradual i F-dur, "Sancta Maria, mater Dei"                    |                  | 1777  |                             |                     |
| 321b=276 | Regina Coeli i C-dur                                          |                  | 1779  |                             |                     |
| 317b=146 | Aria för sopran i B♭-dur, "Kommet her, ihr frechen Sünder"    |                  | 1779  |                             |                     |
| 336c=343 | 2 tyska psalmer, "O Gottes Lamm" och "Als aus Ägypten Israel" |                  | 1787  |                             |                     |
| 618      | Motett i D-dur, "Ave verum Corpus"                            | Eukaristisk hymn | 1791  | Anna von Soden (diakonissa) |                     |

#### Övrigt
- Mässa i C-dur, K. 166d=115; troligen av Leopold Mozart
- Mässa i F-dur, K. 90a=116; troligen av Leopold Mozart
- Osanna i C-dur, K. 166e=223 (1772); eventuellt en avskrift av någon annan tonsättares verk
- Kyrie i Ess-dur, K. 296a=322 (1779); ofullbordat
- Kyrie i C-dur, K. 323 (1790); ofullbordat

### Kyrkosonater
| K.(6)    | Titel                    | Instrument                    | År   | Tillägnad | Övrigt |
| -------- | ------------------------ | ----------------------------- | ---- | --------- | ------ |
| 41h=67   | Kyrkosonat nr 1 i E♭-dur | 2 violiner och bas (orgel)    | 1772 |           |        |
| 41i=68   | Kyrkosonat nr 2 i B♭-dur | 2 violiner och bas (orgel)    | 1772 |           |        |
| 41k=69   | Kyrkosonat nr 3 i D-dur  | 2 violiner och bas (orgel)    | 1772 |           |        |
| 124a=144 | Kyrkosonat nr 4 i D-dur  | 2 violiner och bas (orgel)    | 1774 |           |        |
| 124b=145 | Kyrkosonat nr 5 i F-dur  | 2 violiner och bas (orgel)    | 1774 |           |        |
| 212      | Kyrkosonat nr 6 i B♭-dur | 2 violiner och bas (orgel)    | 1775 |           |        |
| 241      | Kyrkosonat nr 7 i G-dur  | 2 violiner och bas (orgel)    | 1776 |           |        |
| 244      | Kyrkosonat nr 8 i F-dur  | Orgel, 2 violiner och bas     | 1776 |           |        |
| 245      | Kyrkosonat nr 9 i D-dur  | Orgel, 2 violiner och bas     | 1776 |           |        |
| 263      | Kyrkosonat nr 10 i C-dur | Orgel och orkester            | 1776 |           |        |
| 271d=274 | Kyrkosonat nr 11 i G-dur | 2 violiner och bas (orgel)    | 1777 |           |        |
| 271e=278 | Kyrkosonat nr 12 i C-dur | Orgel och orkester            | 1777 |           |        |
| 317a=329 | Kyrkosonat nr 13 i C-dur | Orgel och orkester            | 1779 |           |        |
| 317c=328 | Kyrkosonat nr 14 i C-dur | Orgel, 2 violiner och bas     | 1779 |           |        |
| 241a=224 | Kyrkosonat nr 15 i F-dur | 2 violiner och bas (orgel)    | 1780 |           |        |
| 241b=225 | Kyrkosonat nr 16 i A-dur | 2 violiner och bas (orgel)    | 1780 |           |        |
| 336d=336 | Kyrkosonat nr 17 i C-dur | Orgelsolo, 2 violiner och bas | 1780 |           |        |

## Orgelverk
- Adagio och Allegro för orgel i f-moll K. 594 1790
- Fantasi för orgel i f-moll K. 608 1791
- Andante för orgel i F-dur K. 616 1791

## Arrangemang av andra tonsättares verk
| K.(6)    | Titel                                                                                     | Instrument | År   | Tillägnad | Övrigt |
| -------- | ----------------------------------------------------------------------------------------- | ---------- | ---- | --------- | --- |
| 404a     | Arrangemang av 6 preludier och fugor av Johann Sebastian Bach och Wilhelm Friedemann Bach |            | 1782 |           | Äktheten ifrågasatt |
| 405      | Arrangemang av 5 fugor av Johann Sebastian Bach                                           |            | 1782 |           | En avskrift av verket innehåller en sjätte fuga samt preludier. Äktheten av dessa är ifrågasatt                                                                   |
| 537d     | Arrangemang av en aria för tenor av Carl Philipp Emanuel Bach                             |            | 1788 |           | |
| 566      | Arrangemang av Acis and Galatea av Händel                                                 |            | 1788 |           | |
| 572      | Arrangemang av Messiah av Händel                                                          |            | 1789 |           | |
| 470a     | Instrumentation för en Violinkonsert av Viotti                                            |            | 1789 |           | |
| 591      | Arrangemang av Alexander's Feast av Händel                                                |            | 1790 |           | |
| 592      | Arrangemang av Ode for St. Cecilia's Day av Händel                                        |            | 1790 |           | |
| 592a=625 | Komisk Duett för Sopran och Bas, "Nun, liebes Weibchen" av Benedikt Schack                |            | 1790 |           | Inlaga i sångspelet "Der Stein der Weisen" av Benedikt Schack m. fl. Även andra avsnitt i detta verk kan vara av Mozart, men omfattningen av hans bidrag är oklar |

## Blandat
| K.(6)     | Titel                                           | Instrument    | År      | Tillägnad | Övrigt                                              |
| --------- | ----------------------------------------------- | ------------- | ------- | --------- | --------------------------------------------------- |
| 15a-15ss  | 44 obetitlade stycken "London Sketchbook"       | Piano?        | 1765    |           |                                                     |
| Anh B.384 | Harmonimusik till Die Entführung aus dem Serail | Blåsare       | 1782    |           | Äktheten ifrågasatt                                 |
| 385b      | Solfeggios för sopran                           |               | 1783?   |           |                                                     |
| 453b      | Övningsbok för Barbara Ployer                   |               |         |           |                                                     |
| 506a      | Studier för Thomas Attwood                      |               | 1785-86 |           |                                                     |
| 516f      | Musikalisches Würfelspiel i C-dur               |               | 1787    |           |                                                     |
| 617a=356  | Adagio i C-dur                                  | Glasharmonika | 1791?   |           |                                                     |
| 620b      | Kontrapunktisk studie                           |               | 1791?   |           |                                                     |
| 626a=624  | Kadenser för pianokonserter                     | Piano         |         |           | 64 kadenser till egna konserter samt 14 till andras |